# Ptilostemon
Ptilostemon Cass., 1816 è un genere di piante angiosperme dicotiledoni della famiglia delle Asteraceae.

## Descrizione

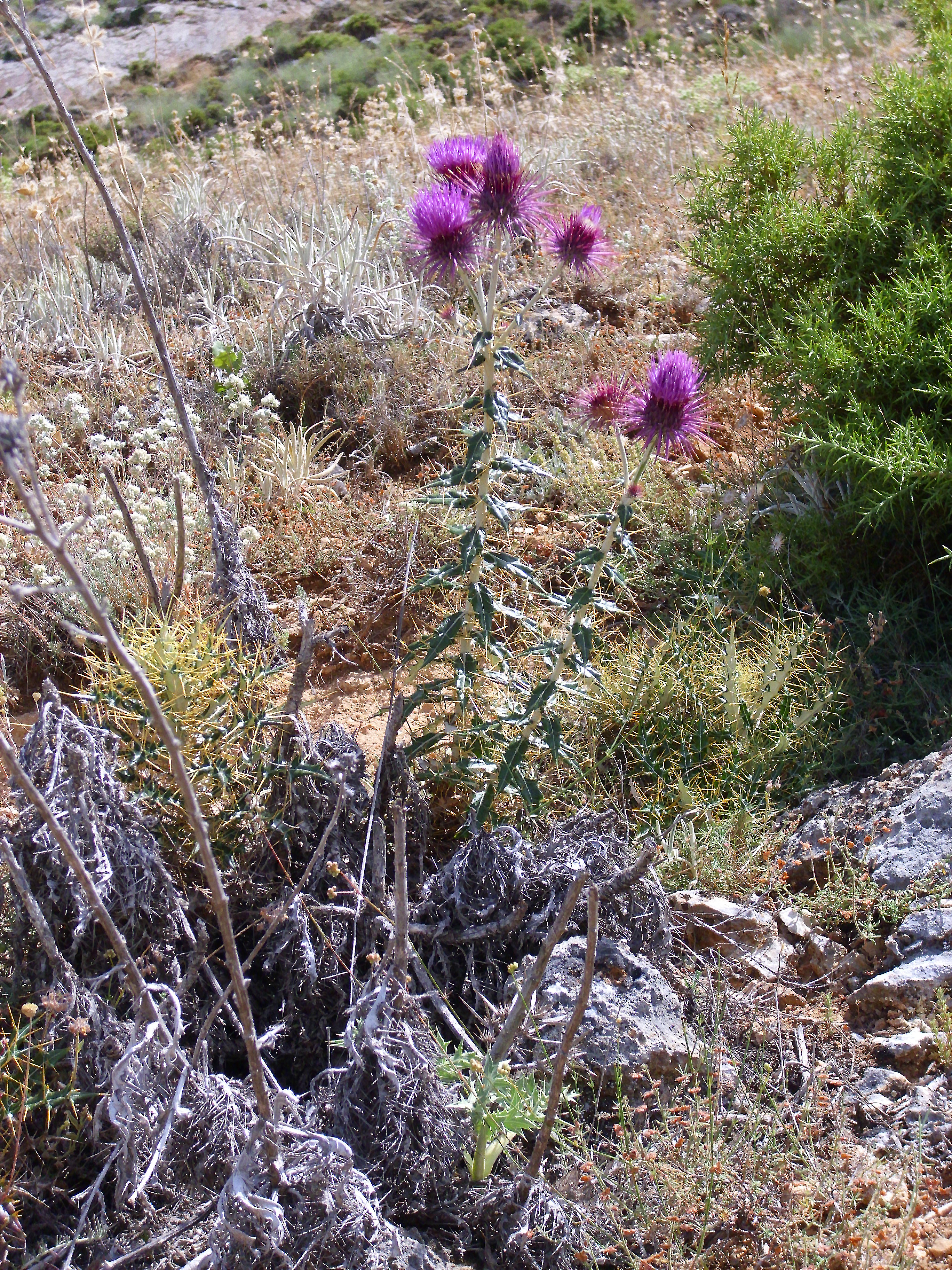
Il portamento
Ptilostemon hispanicus

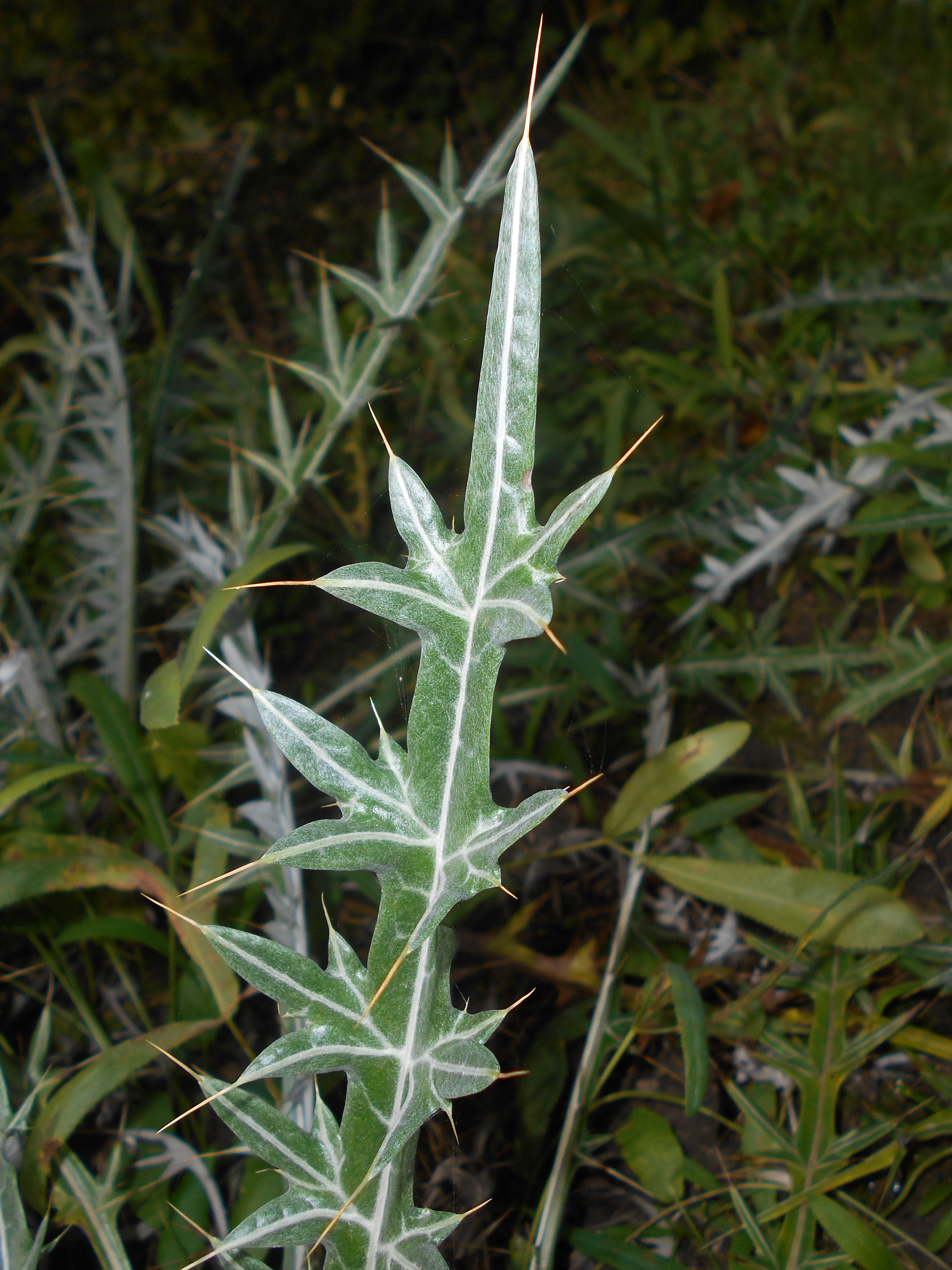
Le foglie
Ptilostemon afer

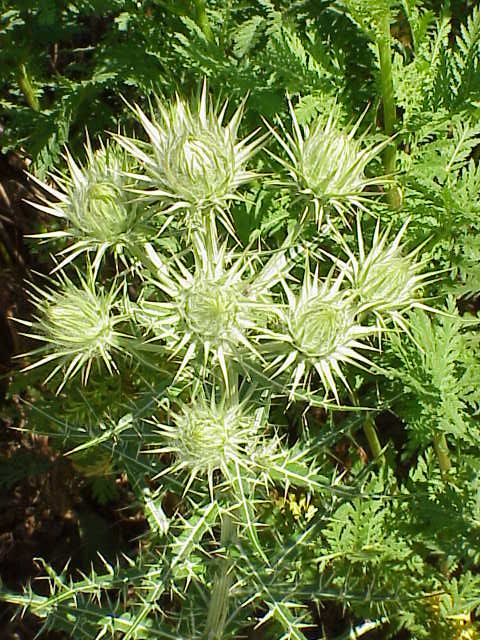
Infiorescenza
Cirsium diacanthum

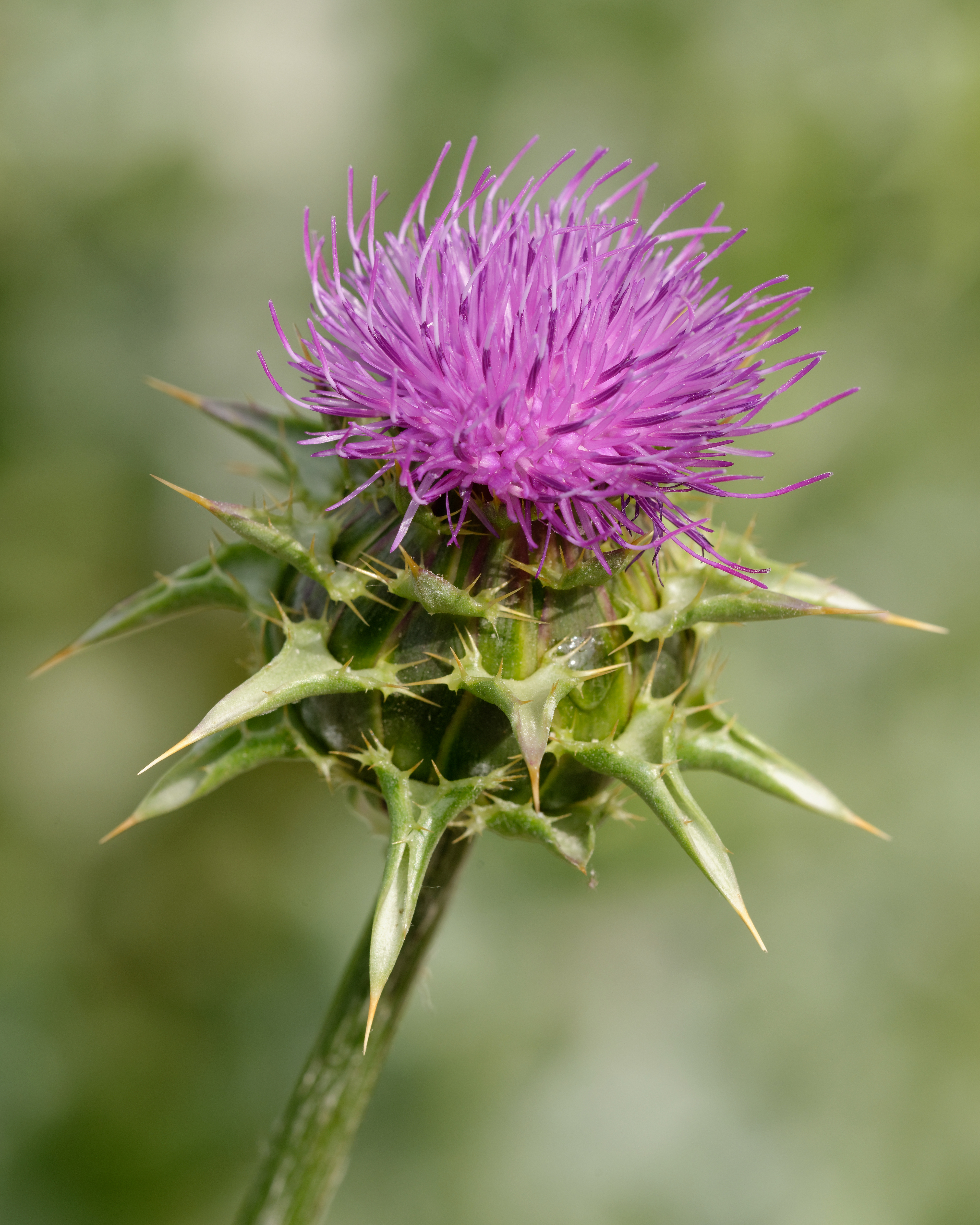
I fiori
Ptilostemon casabonae

Le specie di questa voce sono piante annuali o perenni con portamenti erbacei di tipo monocarpico, spinose (raramente non lo sono) o arbustive. Nelle radici sono sempre presenti dei condotti resinosi, meno frequenti nelle parti aeree; mentre solamente nelle parti aeree sono presenti delle cellule latticifere.
Le foglie sono picciolate (quelle basali) e sessili (quelle cauline); in molte specie le foglie sono decorrenti lungo il fusto e spesso quelle basali formano delle rosette. Lungo il caule sono disposte in modo alterno. La lamina nella maggioranza dei casi è divisa in segmenti con spina apicale divaricata ed ha delle forme da lanceolate a oblunghe. Raramente le foglie sono intere e senza spine. La superficie superiore è bianco-variegata, quella inferiore è bianca.
Le infiorescenze (composte da capolini) sono scapose  o di tipo corimboso. I capolini, discoidi e omogami (talvolta funzionalmente eterogami), sono formati da un involucro a forma più o meno cilindrica composto da brattee (o squame) disposte su più serie all'interno delle quali un ricettacolo fa da base ai fiori. Le squame dell'involucro, di tipo fogliaceo o membranoso, sono disposte in modo embricato e scalato; in genere all'apice sono spinose (quelle più interne possiedono delle appendici rudimentali e sono colorate) con bordi variamente sagomati (fimbriati, lacerati o pettinati). Il ricettacolo, provvisto di pagliette a protezione della base dei fiori, può essere rivestito di pula (come il chicco del grano o del riso), oppure può essere setoloso, raramente è nudo (senza pagliette).
I fiori in genere sono tubulosi (del tipo actinomorfi), e sono tetra-ciclici (ossia sono presenti 4 verticilli: calice – corolla – androceo – gineceo) e pentameri (ogni verticillo ha 5 elementi). I fiori sono inoltre ermafroditi e fertili. Quelli periferici sono funzionalmente maschili e sterili.
- Formula fiorale:

- /x K {\displaystyle \infty }, [C (5), A (5)], G 2 (infero), achenio

- Calice: i sepali del calice sono ridotti ad una coroncina di squame.
- Corolla: la corolla in genere è colorata di porpora (ma anche rosso, rosa, violetto, bianco e raramente giallo) ed è formata da un tubo terminante in 5 lobi.
- Androceo: gli stami sono 5 con filamenti liberi, papillosi o raramente glabri e distinti, mentre le antere sono saldate in un manicotto (o tubo) circondante lo stilo.[11] Le antere in genere hanno una forma sagittata con base caudata. Il polline normalmente è tricolporato a forma sferica o schiacciata ai poli.
- Gineceo: lo stilo è filiforme con due stigmi divergenti. L'ovario è infero uniloculare formato da 2 carpelli. L'ovulo è unico e anatropo.

Il frutto è un achenio con un pappo. Le forme dell'achenio possono essere obovoidi-fusiformi, compresse lateralmente (oppure no), con areole a inserzione diritta o laterale-abassiale; la superficie è liscia e glabra. Il pericarpo dell'achenio possiede delle sclerificazioni radiali spesso provviste di protuberanze. Il pappo è inserito su una piastra apicale all'interno di una anello di tessuto parenchimatico. Le setole del pappo sono disposte su una o più serie e sono decidue come un pezzo unico e si presentano barbate o piumate. In alcune specie il pappo è formato da squame scabre.

## Biologia
- Impollinazione: l'impollinazione avviene tramite insetti (impollinazione entomogama tramite farfalle diurne e notturne).
- Riproduzione: la fecondazione avviene fondamentalmente tramite l'impollinazione dei fiori (vedi sopra).
- Dispersione: i semi cadendo a terra sono successivamente dispersi soprattutto da insetti tipo formiche (disseminazione mirmecoria). In questo tipo di piante avviene anche un altro tipo di dispersione: zoocoria. Infatti gli uncini delle brattee dell'involucro si agganciano ai peli degli animali di passaggio disperdendo così anche su lunghe distanze i semi della pianta.

## Distribuzione e habitat
Queste piante si trovano nell'areale del Mediterraneo con preferenza di habitat secchi e pietrosi.

## Tassonomia
La famiglia di appartenenza di questa voce (Asteraceae o Compositae, nomen conservandum) probabilmente originaria del Sud America, è la più numerosa del mondo vegetale, comprende oltre 23.000 specie distribuite su 1.535 generi, oppure 22.750 specie e 1.530 generi secondo altre fonti (una delle checklist più aggiornata elenca fino a 1.679 generi). La famiglia attualmente (2021) è divisa in 16 sottofamiglie.
La tribù Cardueae a sua volta è suddivisa in 12 sottotribù (la sottotribù Carduinae è una di queste). Il genere Ptilostemon elenca 15 specie con una distribuzione mediterranea occidentale, 6 delle quali sono presenti spontaneamente sul territorio italiano.

### Filogenesi
Il genere di questa voce è inserito nel gruppo tassonomico della sottotribù Carduinae. In precedenza provvisoriamente era inserito nel gruppo tassonomico informale "Cynara Group". La posizione filogenetica di questo genere nell'ambito della sottotribù, è abbastanza centrale tra i generi Cynara e Cirsium.
Il genere Ptilostemon è simile al genere Carduus, ma si distingue per il pappo formato da peli piumosi. Differisce anche dal genere Cirsium per le foglie non spinulose sulla pagina superiore. Inoltre, a differenza del genere Lamyropsis, non ha gli acheni compressi.
Il numero cromosomico delle specie di questo genere è: 2n = 32 (raramente 24)

### Specie del genere
Comprende le seguenti 15 specie (e due ibridi):
- Ptilostemon abylensis (Maire) Greuter
- Ptilostemon afer (Jacq.) Greuter
- Ptilostemon casabonae (L.) Greuter
- Ptilostemon chamaepeuce (L.) Less.
- Ptilostemon diacanthus (Labill.) Greuter
- Ptilostemon dyricola (Maire) Greuter
- Ptilostemon echinocephalus (Willd.) Greuter
- Ptilostemon gnaphaloides Soják
- Ptilostemon × grandei (Petr.) Greuter
- Ptilostemon greuteri Raimondo e Domina[17]
- Ptilostemon hispanicus (Lam.) Greuter
- Ptilostemon leptophyllus (Pau & Font Quer) Greuter
- Ptilostemon niveus (Presl) Greuter
- Ptilostemon rhiphaeus (Pau & Font Quer) Greuter
- Ptilostemon stellatus (L.) Greuter
- Ptilostemon strictus (Ten.) Greuter
- Ptilostemon × tauricola (Boiss. & Hausskn.) Greuter

### Flora italiana: visione sinottica del genere
Per meglio comprendere ed individuare le varie specie del genere (solamente per le specie spontanee della flora italiana) l'elenco seguente, tratto dalla ”Flora d'Italia” di Sandro Pignatti del 1982 e 2018 (2ª ed.) con relativi aggiornamenti, utilizza in parte il sistema delle chiavi analitiche (vengono cioè indicate solamente quelle caratteristiche utili a caratterizzare e distingue una specie dall'altra).
- 1A: il portamento delle piante è suffruticoso; il margine delle foglie è privo di spine;

Ptilostemon gnaphaloides Soják - Cardo lineare: la forma delle foglie è lineare; le infiorescenze sono di tipo racemoso. L'altezza della pianta varia da 3 a 6 dm; il ciclo biologico è perenne; la forma biologica è camefita fruticosa ("Ch frut"); il tipo corologico è Est Steno-Mediterraneo; l'habitat tipico sono le rupi calcaree; è una specie molto rara e in Italia è presente in Calabria fino ad una altitudine di 600 m s.l.m.
Ptilostemon greuteri Raimondo e Domina - Cardo di Greuter: la forma delle foglie è lanceolata; le infiorescenze sono di tipo corimboso. L'altezza della pianta varia da 5 a 10 dm; il ciclo biologico è perenne; la forma biologica è camefita fruticosa ("Ch frut"); il tipo corologico è Endemico (Sicilia); l'habitat tipico sono le rupi; è una specie molto rara e in Italia è presente in Sicilia (occidentale) fino ad una altitudine compresa tra 250 - 500 m s.l.m.
- 1B: il portamento delle piante è erbaceo; le foglie sono provviste di spine;

- 2A: le foglie sono decorrenti lungo il fusto alato;

Ptilostemon strictus (Ten.) Greuter - Cardo stretto: l'altezza della pianta varia da 3 a 9 dm; il ciclo biologico è perenne; la forma biologica è emicriptofita scaposa ("H scap"); il tipo corologico è Sud Est Europeo; l'habitat tipico sono i boschi cedui, le selve, tra gli incolti e lungo le vie; è una specie comune e in Italia è presente al Centro e nel Meridione fino ad una altitudine compresa tra 300 - 1.300 m s.l.m.
- 2B: le foglie non sono decorrenti e i fusti non sono alati:

Ptilostemon stellatus (L.) Greuter - Cardo stellato: il ciclo biologico di queste piante è annuo; le foglie hanno poche spine basali. L'altezza della pianta varia da 8 a 15 cm; la forma biologica è terofita scaposa (T scap); il tipo corologico è Nord Steno-Mediterraneo; l'habitat tipico sono i pascoli e gli incolti aridi; è una specie rara e in Italia è presente solamente nel Meridione (Calabria e Sicilia) fino ad una altitudine di 1.200 m s.l.m.
Ptilostemon casabonae (L.) Greuter - Cardo di Casabona: i margini delle foglie con lamina intera sono spinosi; i capolini sono subsessili. L'altezza della pianta varia da 8 a 20 dm; il ciclo biologico è perenne; la forma biologica è emicriptofita scaposa ("H scap"); il tipo corologico è Subendemico; l'habitat tipico sono gli incolti aridi; è una specie comune e in Italia è presente al Centro e Sardegna fino ad una altitudine di 1.200 m s.l.m.
Ptilostemon niveus (Presl) Greuter - Cardo niveo: i margini delle foglie con lamina partito-dentata sono spinosi; i capolini sono peduncolati. L'altezza della pianta varia da 2 a 5 dm; il ciclo biologico è perenne; la forma biologica è emicriptofita scaposa ("H scap"); il tipo corologico è Endemico; l'habitat tipico sono i macereti aridissimi; è una specie molto rara e in Italia è presente solamente al Sud fino ad una altitudine compresa tra 1.200 e 1.900 m s.l.m.